# الإجراءات المتبادلة والنسبية للحكومة الإيرانية في تنفيذ قانون خطة العمل الشاملة المشتركة
الإجراءات المتبادلة والنسبية لحكومة جمهورية إيران الإسلامية في تنفيذ قانون خطة العمل الشاملة المشتركة (بالفارسية: قانون اقدام متناسب و متقابل دولت جمهوری اسلامی ایران در اجرای برجام) هو مشروع قانون أقره مجلس الشورى الإسلامي الإيراني للسماح لحكومة حسن روحاني بتنفيذ خطة العمل الشاملة المشتركة (JCPOA). ألغى القانون قانون حماية الإنجازات النووية الإيرانية. تم تقديم مشروع القانون بعد أن أصدر 5 من أصل 15 عضوا في اللجنة الخاصة لفحص خطة العمل المشتركة الشاملة بيانًا مشتركًا ينتقد تقرير اللجنة وصوت المشرعون ضد الإسراع بمشروع القانون إلى الحد الذي أوصى به التقرير.

## المحتوى
تحظر المادة 1 من مشروع القانون إما إنتاج أو استخدام أسلحة نووية من قبل إيران بناءً على فتوى أصدرها المرشد الأعلى آية الله خامنئي وتلزم الحكومة، ولا سيما منظمة الطاقة الذرية ووزارة الخارجية، بالمشاركة في الجهود الدولية الرامية إلى مواجهة خطر هذه الأسلحة.
أكدت المواد المتبقية، من بين أمور أخرى، على التعاون والاحترام المتبادل بين جانبي خطة العمل، وإدراك الحكومة للفشل المحتمل في إزالة العقوبات المفروضة على إيران أو عكسها، ومنع وصول الوكالة الدولية للطاقة الذرية إلى المواقع العسكرية ما لم يسمح بذلك المجلس الأعلى للأمن القومي.    

## التصويت
| التصويت لـ | التاريخ        | نعم       | لا        | امتناع   | غائب / غير مصوت |
| ---------- | -------------- | --------- | --------- | -------- | --------------- |
| العموميات  | 11 أكتوبر 2015 | 139 / 251 | 100 / 251 | 12 / 251 | 39 / 290        |
| التفاصيل   | 13 أكتوبر 2015 | 161 / 233 | 59 / 233  | 13 / 233 | 57 / 290        |

## ردود الفعل الدولية
- رحبت فيديريكا موغيريني، الممثلة السامية للاتحاد الأوروبي للشؤون الخارجية والسياسة الأمنية، بالموافقة على مشروع القانون.[9]